# Sunday Oliseh
Sunday Oliseh (Abavo, 14 settembre 1974) è un allenatore di calcio, dirigente sportivo ed ex calciatore nigeriano, di ruolo centrocampista.

## Biografia
È zio di Sekou Oliseh, a sua volta calciatore.

## Caratteristiche tecniche
Ricopriva il ruolo di mediano.

## Carriera

### Giocatore

#### Club
Dopo gli esordi in patria nel Bridge Boys, comincia la carriera europea in Belgio, nel Liegi, dove milita dal 1990 al 1993. Nel 1994 viene tesserato dagli italiani della Reggiana, disputando 29 partite in Serie A e segnando 1 gol. Dal 1995 al 1997 gioca in Germania nel Colonia. Dal 1997 al 1999 è invece nei Paesi Bassi, nelle file nell'Ajax, con cui vince un campionato (1997-1998) e due Coppe dei Paesi Bassi (1997-1998 e 1998-1999). Nel 1998 viene inserito nell'elenco dei 50 candidati al Pallone d'oro.
Nel 1999 torna in Italia, ingaggiato dalla Juventus, che paga il suo cartellino 21 miliardi di lire; in bianconero vince la Coppa Intertoto, ma delude le attese, giocando solo 19 partite tra campionato e coppe. Viene così ceduto l'anno successivo ai tedeschi del Borussia Dortmund, dove conquista un posto da titolare e vince il campionato. Nel 2005 viene infine tesserato dai belgi del Genk. Si ritira dall'attività agonistica nel gennaio 2006.

#### Nazionale
Dal 1993 al 2002 ha fatto parte della nazionale nigeriana, con cui è stato campione d'Africa nel 1994. Ha poi disputato due campionati del mondo (Stati Uniti 1994 e Francia 1998), la Coppa re Fahd 1995 e altre due edizioni della Coppa d'Africa, ottenendo un secondo posto nel 2000 e un terzo posto nel 2002.
Con la Nigeria olimpica ha vinto il torneo di Atlanta 1996.

### Allenatore
Il 15 luglio 2015 diventa il nuovo CT della Nigeria; il 26 febbraio 2016 si dimette dall'incarico per i mancati pagamenti.

## Statistiche

### Presenze e reti nei club
| Stagione                 | Squadra                  | Campionato               | Campionato | Campionato | Coppe nazionali | Coppe nazionali | Coppe nazionali | Coppe continentali | Coppe continentali | Coppe continentali | Altre coppe | Altre coppe | Altre coppe | Totale | Totale |
| Stagione                 | Squadra                  | Comp                     | Pres       | Reti       | Comp            | Pres            | Reti            | Comp               | Pres               | Reti               | Comp        | Pres        | Reti        | Pres   | Reti   |
| ------------------------ | ------------------------ | ------------------------ | ---------- | ---------- | --------------- | --------------- | --------------- | ------------------ | ------------------ | ------------------ | ----------- | ----------- | ----------- | ------ | ------ |
| 1990                     | Julius Berger            | N1D                      | ?          | ?          | AC              | -               | -               | -                  | -                  | -                  | -           | -           | -           | ?      | ?      |
| 1990-1991                | RFC Liegi                | DI                       | 3          | 0          | CB              | -               | -               | UCL                | -                  | -                  | -           | -           | -           | 3+     | 0+     |
| 1991-1992                | RFC Liegi                | DI                       | 16         | 1          | CB              | -               | -               | UCL                | -                  | -                  | SB          | -           | -           | 16+    | 1+     |
| 1992-1993                | RFC Liegi                | DI                       | 30         | 2          | CB              | -               | -               | CU                 | -                  | -                  | -           | -           | -           | 30+    | 2+     |
| 1993-1994                | RFC Liegi                | DI                       | 26         | 0          | CB              | -               | -               | UCL                | -                  | -                  | SB          | -           | -           | 26+    | 0+     |
| Totale RFC Liegi         | Totale RFC Liegi         | Totale RFC Liegi         | 75         | 3          |                 | -               | -               |                    | -                  | -                  |             | -           | -           | 75     | 3      |
| 1994-1995                | Reggiana                 | A                        | 29         | 1          | CI              | 3               | 0               | -                  | -                  | -                  | -           | -           | -           | 32     | 1      |
| 1995-1996                | Colonia                  | BL                       | 24         | 0          | CG              | 0               | 0               | Int.               | 0                  | 0                  | -           | -           | -           | 24     | 0      |
| 1996-1997                | Colonia                  | BL                       | 30         | 4          | CG              | 1               | 0               | -                  | -                  | -                  | -           | -           | -           | 31     | 4      |
| Totale Colonia           | Totale Colonia           | Totale Colonia           | 54         | 4          |                 | 1               | 0               |                    | 0                  | 0                  |             | -           | -           | 55     | 4      |
| 1997-1998                | Ajax                     | ED                       | 29         | 5          | CO              | -               | -               | CU                 | -                  | -                  | -           | -           | -           | 29     | 5      |
| 1998-1999                | Ajax                     | ED                       | 25         | 3          | CO              | -               | -               | CdC                | -                  | -                  | SO          | -           | -           | 25     | 3      |
| Totale Ajax              | Totale Ajax              | Totale Ajax              | 54         | 8          |                 | -               | -               |                    | -                  | -                  |             | -           | -           | 54     | 8      |
| 1999-2000                | Juventus                 | A                        | 8          | 0          | CI              | 1               | 0               | Int.+CU            | 5+5                | 0+1                | -           | -           | -           | 19     | 1      |
| 1999-2000                | Borussia Dortmund        | BL                       | 22         | 0          | CG              | -               | -               | -                  | -                  | -                  | -           | -           | -           | 22     | 0      |
| 2000-2001                | Borussia Dortmund        | BL                       | 18         | 1          | CG+CdL          | -               | -               | UCL+CU             | -                  | -                  | -           | -           | -           | 18     | 1      |
| 2001-2002                | Borussia Dortmund        | BL                       | 2          | 0          | CG+CdL          | -               | -               | UCL                | -                  | -                  | -           | -           | -           | 2      | 0      |
| Totale Borussia Dortmund | Totale Borussia Dortmund | Totale Borussia Dortmund | 42         | 1          |                 | -               | -               |                    | -                  | -                  |             | -           | -           | 42     | 1      |
| 2002-2003                | Bochum                   | BL                       | 11         | 0          | CG              | -               | -               | -                  | -                  | -                  | -           | -           | -           | 11     | 0      |
| 2003-2004                | Bochum                   | BL                       | 32         | 1          | CG              | -               | -               | -                  | -                  | -                  | -           | -           | -           | 32     | 1      |
| Totale Bochum            | Totale Bochum            | Totale Bochum            | 43         | 1          |                 | -               | -               |                    | -                  | -                  |             | -           | -           | 43     | 1      |
| 2004-2005                | Borussia Dortmund        | BL                       | 11         | 0          | CG+CdL          | -               | -               | UCL+CU             | -                  | -                  | -           | -           | -           | 11     | 0      |
| 2005-2006                | Genk                     | DI                       | 16         | 0          | CB              | -               | -               | UCL                | -                  | -                  | SB          | -           | -           | 16     | 0      |
| Totale carriera          | Totale carriera          | Totale carriera          | -          | -          |                 | -               | -               |                    | -                  | -                  |             | -           | -           | -      | -      |

### Cronologia presenze e reti in nazionale
| Cronologia completa delle presenze e delle reti in nazionale ― Nigeria | Cronologia completa delle presenze e delle reti in nazionale ― Nigeria | Cronologia completa delle presenze e delle reti in nazionale ― Nigeria | Cronologia completa delle presenze e delle reti in nazionale ― Nigeria | Cronologia completa delle presenze e delle reti in nazionale ― Nigeria | Cronologia completa delle presenze e delle reti in nazionale ― Nigeria | Cronologia completa delle presenze e delle reti in nazionale ― Nigeria | Cronologia completa delle presenze e delle reti in nazionale ― Nigeria |
| Data                                                                   | Città                                                                  | In casa                                                                | Risultato                                                              | Ospiti                                                                 | Competizione                                                           | Reti                                                                   | Note                                                                   |
| ---------------------------------------------------------------------- | ---------------------------------------------------------------------- | ---------------------------------------------------------------------- | ---------------------------------------------------------------------- | ---------------------------------------------------------------------- | ---------------------------------------------------------------------- | ---------------------------------------------------------------------- | ---------------------------------------------------------------------- |
| 24-7-1993                                                              | Lagos                                                                  | Nigeria                                                                | 6 – 0                                                                  | Etiopia                                                                | Qual. Coppa d'Africa 1994                                              | -                                                                      |                                                                        |
| 9-3-1994                                                               | Lagos                                                                  | Nigeria                                                                | 0 – 0                                                                  | Ghana                                                                  | Amichevole                                                             | -                                                                      |                                                                        |
| 26-3-1994                                                              | Tunisi                                                                 | Nigeria                                                                | 3 – 0                                                                  | Gabon                                                                  | Coppa d'Africa 1994 - 1º turno                                         | -                                                                      |                                                                        |
| 30-3-1994                                                              | Tunisi                                                                 | Nigeria                                                                | 0 – 0                                                                  | Egitto                                                                 | Coppa d'Africa 1994 - 1º turno                                         | -                                                                      |                                                                        |
| 2-4-1994                                                               | Tunisi                                                                 | Nigeria                                                                | 2 – 0                                                                  | Zaire                                                                  | Coppa d'Africa 1994 - Quarti di finale                                 | -                                                                      | 79’                                                                    |
| 6-4-1994                                                               | Tunisi                                                                 | Nigeria                                                                | 2 – 2 (4 – 2 dtr)                                                      | Costa d'Avorio                                                         | Coppa d'Africa 1994 - Semifinale                                       | -                                                                      |                                                                        |
| 10-4-1994                                                              | Tunisi                                                                 | Nigeria                                                                | 2 – 1                                                                  | Zambia                                                                 | Coppa d'Africa 1994 - Finale                                           | -                                                                      |                                                                        |
| 25-5-1994                                                              | Bucarest                                                               | Romania                                                                | 2 – 0                                                                  | Nigeria                                                                | Amichevole                                                             | -                                                                      |                                                                        |
| 11-6-1994                                                              | Ibadan                                                                 | Nigeria                                                                | 5 – 1                                                                  | Georgia                                                                | Amichevole                                                             | -                                                                      | Uscita                                                                 |
| 21-6-1994                                                              | Dallas                                                                 | Nigeria                                                                | 3 – 0                                                                  | Bulgaria                                                               | Mondiali 1994 - 1º turno                                               | -                                                                      |                                                                        |
| 25-6-1994                                                              | Boston                                                                 | Argentina                                                              | 2 – 1                                                                  | Nigeria                                                                | Mondiali 1994 - 1º turno                                               | -                                                                      | 88’                                                                    |
| 30-6-1994                                                              | Boston                                                                 | Grecia                                                                 | 0 – 2                                                                  | Nigeria                                                                | Mondiali 1994 - 1º turno                                               | -                                                                      | 66’                                                                    |
| 5-7-1994                                                               | Boston                                                                 | Nigeria                                                                | 1 – 2 dts                                                              | Italia                                                                 | Mondiali 1994 - Ottavi di finale                                       | -                                                                      | 53’                                                                    |
| 6-1-1995                                                               | Riad                                                                   | Nigeria                                                                | 3 – 0                                                                  | Giappone                                                               | Coppa re Fahd 1995 - 1º turno                                          | -                                                                      |                                                                        |
| 21-10-1995                                                             | Tashkent                                                               | Uzbekistan                                                             | 2 – 3                                                                  | Nigeria                                                                | Amichevole                                                             | 1                                                                      |                                                                        |
| 10-11-1995                                                             | Lagos                                                                  | Nigeria                                                                | 1 – 0                                                                  | Uzbekistan                                                             | Amichevole                                                             | -                                                                      |                                                                        |
| 9-11-1996                                                              | Lagos                                                                  | Nigeria                                                                | 2 – 0                                                                  | Burkina Faso                                                           | Qual. Mondiali 1998                                                    | -                                                                      |                                                                        |
| 12-1-1997                                                              | Nairobi                                                                | Kenya                                                                  | 1 – 1                                                                  | Nigeria                                                                | Qual. Mondiali 1998                                                    | -                                                                      |                                                                        |
| 5-4-1997                                                               | Lagos                                                                  | Nigeria                                                                | 2 – 1                                                                  | Guinea                                                                 | Qual. Mondiali 1998                                                    | -                                                                      |                                                                        |
| 27-4-1997                                                              | Ouagadougou                                                            | Burkina Faso                                                           | 1 – 2                                                                  | Nigeria                                                                | Qual. Mondiali 1998                                                    | -                                                                      |                                                                        |
| 7-6-1997                                                               | Lagos                                                                  | Nigeria                                                                | 3 – 0                                                                  | Kenya                                                                  | Qual. Mondiali 1998                                                    | 1                                                                      |                                                                        |
| 22-4-1998                                                              | Colonia                                                                | Germania                                                               | 1 – 0                                                                  | Nigeria                                                                | Amichevole                                                             | -                                                                      |                                                                        |
| 29-5-1998                                                              | Belgrado                                                               | Jugoslavia                                                             | 3 – 0                                                                  | Nigeria                                                                | Amichevole                                                             | -                                                                      |                                                                        |
| 5-6-1998                                                               | Rotterdam                                                              | Paesi Bassi                                                            | 5 – 1                                                                  | Nigeria                                                                | Amichevole                                                             | -                                                                      |                                                                        |
| 13-6-1998                                                              | Nantes                                                                 | Spagna                                                                 | 2 – 3                                                                  | Nigeria                                                                | Mondiali 1998 - 1º turno                                               | 1                                                                      |                                                                        |
| 19-6-1998                                                              | Parigi                                                                 | Nigeria                                                                | 1 – 0                                                                  | Bulgaria                                                               | Mondiali 1998 - 1º turno                                               | -                                                                      |                                                                        |
| 24-6-1998                                                              | Tolosa                                                                 | Nigeria                                                                | 1 – 3                                                                  | Paraguay                                                               | Mondiali 1998 - 1º turno                                               | -                                                                      | 46’                                                                    |
| 28-6-1998                                                              | Saint-Denis                                                            | Nigeria                                                                | 1 – 4                                                                  | Danimarca                                                              | Mondiali 1998 - Ottavi di finale                                       | -                                                                      |                                                                        |
| 23-1-1999                                                              | Abeokuta                                                               | Nigeria                                                                | 2 – 0                                                                  | Burundi                                                                | Qual. Coppa d'Africa 2000                                              | -                                                                      |                                                                        |
| 28-2-1999                                                              | Dakar                                                                  | Senegal                                                                | 1 – 1                                                                  | Nigeria                                                                | Qual. Coppa d'Africa 2000                                              | -                                                                      |                                                                        |
| 13-11-1999                                                             | Kilkis                                                                 | Grecia                                                                 | 2 – 0                                                                  | Nigeria                                                                | Amichevole                                                             | -                                                                      |                                                                        |
| 23-1-2000                                                              | Lagos                                                                  | Nigeria                                                                | 4 – 2                                                                  | Tunisia                                                                | Coppa d'Africa 2000 - 1º turno                                         | -                                                                      |                                                                        |
| 28-1-2000                                                              | Lagos                                                                  | Rep. del Congo                                                         | 0 – 0                                                                  | Nigeria                                                                | Coppa d'Africa 2000 - 1º turno                                         | -                                                                      |                                                                        |
| 7-2-2000                                                               | Lagos                                                                  | Nigeria                                                                | 2 – 1 dts                                                              | Senegal                                                                | Coppa d'Africa 2000 - Quarti di finale                                 | -                                                                      | 80’                                                                    |
| 10-2-2000                                                              | Lagos                                                                  | Nigeria                                                                | 2 – 0                                                                  | Sudafrica                                                              | Coppa d'Africa 2000 - Semifinale                                       | -                                                                      |                                                                        |
| 13-2-2000                                                              | Lagos                                                                  | Nigeria                                                                | 2 – 2 dts (3 – 4 dtr)                                                  | Camerun                                                                | Coppa d'Africa 2000 - Finale                                           | -                                                                      | Ammonizione                                                            |
| 9-4-2000                                                               | Asmara                                                                 | Eritrea                                                                | 0 – 0                                                                  | Nigeria                                                                | Qual. Mondiali 2002                                                    | -                                                                      |                                                                        |
| 22-4-2000                                                              | Lagos                                                                  | Nigeria                                                                | 4 – 0                                                                  | Eritrea                                                                | Qual. Mondiali 2002                                                    | -                                                                      | 85’                                                                    |
| 17-6-2000                                                              | Lagos                                                                  | Nigeria                                                                | 2 – 0                                                                  | Sierra Leone                                                           | Qual. Mondiali 2002                                                    | -                                                                      |                                                                        |
| 9-7-2000                                                               | Monrovia                                                               | Liberia                                                                | 2 – 1                                                                  | Nigeria                                                                | Qual. Mondiali 2002                                                    | 1                                                                      |                                                                        |
| 2-9-2000                                                               | Lagos                                                                  | Nigeria                                                                | 2 – 0                                                                  | Burundi                                                                | Qual. Coppa d'Africa 2002                                              | -                                                                      |                                                                        |
| 13-1-2001                                                              | Lagos                                                                  | Nigeria                                                                | 1 – 0                                                                  | Zambia                                                                 | Qual. Coppa d'Africa 2002                                              | -                                                                      |                                                                        |
| 27-1-2001                                                              | Port Harcourt                                                          | Nigeria                                                                | 3 – 0                                                                  | Sudan                                                                  | Qual. Mondiali 2002                                                    | -                                                                      |                                                                        |
| 11-3-2001                                                              | Accra                                                                  | Ghana                                                                  | 0 – 0                                                                  | Nigeria                                                                | Amichevole                                                             | -                                                                      |                                                                        |
| 21-4-2001                                                              | Freetown                                                               | Sierra Leone                                                           | 1 – 0                                                                  | Nigeria                                                                | Qual. Mondiali 2002                                                    | -                                                                      |                                                                        |
| 5-5-2001                                                               | Port Harcourt                                                          | Nigeria                                                                | 2 – 0                                                                  | Liberia                                                                | Qual. Mondiali 2002                                                    | -                                                                      | 43’                                                                    |
| 29-7-2001                                                              | Abuja                                                                  | Nigeria                                                                | 3 – 0                                                                  | Ghana                                                                  | Qual. Mondiali 2002                                                    | -                                                                      |                                                                        |
| 7-10-2001                                                              | Southampton                                                            | Giappone                                                               | 2 – 2                                                                  | Nigeria                                                                | Amichevole                                                             | -                                                                      |                                                                        |
| 12-1-2002                                                              | Bouaké                                                                 | Costa d'Avorio                                                         | 1 – 1                                                                  | Nigeria                                                                | Amichevole                                                             | -                                                                      |                                                                        |
| 21-1-2002                                                              | Bamako                                                                 | Algeria                                                                | 0 – 1                                                                  | Nigeria                                                                | Coppa d'Africa 2002 - 1º turno                                         | -                                                                      | 8’                                                                     |
| 24-1-2002                                                              | Bamako                                                                 | Mali                                                                   | 0 – 0                                                                  | Nigeria                                                                | Coppa d'Africa 2002 - 1º turno                                         | -                                                                      |                                                                        |
| 28-1-2002                                                              | Mopti                                                                  | Nigeria                                                                | 1 – 0                                                                  | Liberia                                                                | Coppa d'Africa 2002 - 1º turno                                         | -                                                                      |                                                                        |
| 3-2-2002                                                               | Bamako                                                                 | Ghana                                                                  | 0 – 1                                                                  | Nigeria                                                                | Coppa d'Africa 2002 - Quarti di finale                                 | -                                                                      |                                                                        |
| 7-2-2002                                                               | Bamako                                                                 | Senegal                                                                | 2 – 1 dts                                                              | Nigeria                                                                | Coppa d'Africa 2002 - Semifinale                                       | -                                                                      |                                                                        |
| 9-2-2002                                                               | Mopti                                                                  | Mali                                                                   | 0 – 1                                                                  | Nigeria                                                                | Coppa d'Africa 2002 - Finale 3º posto                                  | -                                                                      |                                                                        |
| Totale                                                                 |                                                                        | Presenze                                                               | 55                                                                     |                                                                        | Reti                                                                   | 4                                                                      |                                                                        |

## Palmarès

### Giocatore

#### Club

##### Competizioni nazionali
- Campionato olandese: 1

Ajax: 1997-1998
- Coppa dei Paesi Bassi: 2

Ajax: 1997-1998, 1998-1999
- Campionato tedesco: 1

Borussia Dortmund: 2001-2002

##### Competizioni internazionali
- Coppa Intertoto UEFA: 1

Juventus: 1999

#### Nazionale
- Coppa d'Africa: 1

Tunisia 1994
- Oro olimpico: 1

Atlanta 1996